# Школа информатики и передовых методов
Школа информатики и передовых методов (фр. École pour l'informatique et les techniques avancées, EPITA) — высшее образовательное заведение, подготавливающее специалистов широкого профиля.